# Leonard Meredith
Leonard "Leon" Lewis Meredith (Londres, 3 de febrer de 1882 - Davos, Suïssa, 27 de gener de 1930) va ser un ciclista anglès que va competir durant el primer quart del segle xx.
Durant la seva carrera esportiva va prendre part en tres edicions dels Jocs Olímpics d'Estiu, el 1908, 1912 i 1920. En aquestes tres participacions aconseguí guanyar una medalla d'or el 1908 en la prova de persecució per equips, juntament amb Benjamin Jones, Clarence Kingsbury i Ernest Payne; i una de plata el 1912 en la contrarellotge per equips, al costat de Frederick Grubb, Charles Moss i William Hammond.
En el seu palmarès també destaquen set campionats mundials de mig fons en pista, un campionat nacional de 5 milles. Fervent patinador, dirigia la seva pròpia pista i es proclamà campió britànic amateur de patinatge sobre rodes el 1911 i el 1912.
Meredith havia patentat un pneumàtic de carreres i dirigia la seva pròpia empresa de pneumàtics.

## Palmarès
- 1904
  -  Campionat del món de mig fons amateur
- 1905
  -  Campionat del món de mig fons amateur
  - Campió del Regne Unit de 5 milles
- 1907
  -  Campionat del món de mig fons amateur
- 1908
  - Medalla d'or als Jocs Olímpics en Persecució per equips
  -  Campionat del món de mig fons amateur
- 1909
  -  Campionat del món de mig fons amateur
- 1911
  -  Campionat del món de mig fons amateur
- 1913
  -  Campionat del món de mig fons amateur